# リーグ・オブ・アイルランド・プレミアディビジョン
リーグ・オブ・アイルランド・プレミアディヴィジョン（英: League of Ireland Premier Division、アイルランド語: Príomhroinn Sraith na hÉireann）は、アイルランドのサッカートップリーグである。スポンサー名を冠する場合は、SSE・エアトリシティ・リーグ（SSE Airtricity League）。

## 大会概要
リーグ・オブ・アイルランドは3月から11月までの春秋制を採用しており、1部がプレミアディヴィジョン、2部がファーストディヴィジョンで構成されている。
プレミアディビジョンは3回戦総当りで行い、プレミアディヴィジョン最下位チームが2部に自動降格、2部1位チームがプレミアディヴィジョンに自動昇格する。またプレミアディヴィジョン11位チームとファーストディヴィジョン2位チームがプレーオフを行う。

## 2023シーズン所属クラブ
| クラブ名                               | ホームタウン   | ホームスタジアム       | 収容人数 |
| -------------------------------------- | -------------- | ---------------------- | -------- |
| ボヘミアンFC                           | ダブリン       | ダリーマウント・パーク | 3,640    |
| コーク・シティFC                       | コーク         | ターナーズ・クロス     | 7,485    |
| デリー・シティFC                       | ロンドンデリー | ブランディーウェル     | 3,700    |
| ドロヘダ・ユナイテッドFC               | ドロヘダ       | ユナイテッド・パーク   | 3,500    |
| ダンドークFC                           | ダンドーク     | オリエル・パーク       | 4,500    |
| セント・パトリックス・アスレティックFC | ダブリン       | リッチモンド・パーク   | 5,340    |
| シャムロック・ローヴァーズFC           | ダブリン       | タラー・スタジアム     | 8,000    |
| シェルボーンFC                         | ダブリン       | トルカ・パーク         | 3,600    |
| スライゴ・ローヴァーズFC               | スライゴ       | ザ・ショウグランド     | 3,873    |
| UCD                                    | ダブリン       | UCDボウル              | 3,000    |

## 歴代優勝クラブ
| リーグ・オブ・アイルランド                         | リーグ・オブ・アイルランド               | リーグ・オブ・アイルランド           | リーグ・オブ・アイルランド             |
| シーズン                                           | 優勝 (優勝回数)                          | 準優勝                               | 3位                                    |
| -------------------------------------------------- | ---------------------------------------- | ------------------------------------ | -------------------------------------- |
| 1921-22                                            | セント・ジェイムズ・ゲート (1)           | ボヘミアンズ                         | シェルボーン                           |
| 1922-23                                            | シャムロック・ローヴァーズ (1)           | シェルボーン                         | ボヘミアンズ                           |
| 1923-24                                            | ボヘミアンズ (1)                         | シェルボーン                         | ジェイコブズ                           |
| 1924-25                                            | シャムロック・ローヴァーズ (2)           | ボヘミアンズ                         | シェルボーン                           |
| 1925-26                                            | シェルボーン (1)                         | シャムロック・ローヴァーズ           | フォードソン                           |
| 1926-27                                            | シャムロック・ローヴァーズ (3)           | シェルボーン                         | ボヘミアンズ                           |
| 1927-28                                            | ボヘミアンズ (2)                         | シェルボーン                         | シャムロック・ローヴァーズ             |
| 1928-29                                            | シェルボーン(2)                          | ボヘミアンズ                         | シャムロック・ローヴァーズ             |
| 1929-30                                            | ボヘミアンズ (3)                         | シェルボーン                         | シャムロック・ローヴァーズ             |
| 1930-31                                            | シェルボーン (3)                         | ボヘミアンズ                         | ダンドーク                             |
| 1931-32                                            | シャムロック・ローヴァーズ (4)           | コーク                               | ウォーターフォード                     |
| 1932-33                                            | ダンドーク (1)                           | シャムロック・ローヴァーズ           | シェルボーン                           |
| 1933-34                                            | ボヘミアンズ (4)                         | コーク                               | シャムロック・ローヴァーズ             |
| 1934-35                                            | ドルフィン (1)                           | セント・ジェイムズ・ゲート           | スライゴ・ローヴァーズ                 |
| 1935-36                                            | ボヘミアンズ (5)                         | ドルフィン                           | コーク                                 |
| 1936-37                                            | スライゴ・ローヴァーズ (1)               | ダンドーク                           | ウォーターフォード                     |
| 1937-38                                            | シャムロック・ローヴァーズ (5)           | ウォーターフォード                   | ダンドーク                             |
| 1938-39                                            | シャムロック・ローヴァーズ (6)           | スライゴ・ローヴァーズ               | ダンドーク                             |
| 1939-40                                            | セント・ジェイムズ・ゲート (2)           | シャムロック・ローヴァーズ           | スライゴ・ローヴァーズ                 |
| 1940-41                                            | コーク・ユナイテッド (1)                 | ウォーターフォード                   | ボヘミアンズ                           |
| 1941-42                                            | コーク・ユナイテッド (2)                 | シャムロック・ローヴァーズ           | シェルボーン                           |
| 1942-43                                            | コーク・ユナイテッド (3)                 | ダンドーク                           | ドラムコンドラ                         |
| 1943-44                                            | シェルボーン (4)                         | リムリック                           | シャムロック・ローヴァーズ             |
| 1944-45                                            | コーク・ユナイテッド (4)                 | リムリック                           | シャムロック・ローヴァーズ             |
| 1945-46                                            | コーク・ユナイテッド (5)                 | ドラムコンドラ                       | ダンドーク                             |
| 1946-47                                            | シェルボーン (5)                         | ドラムコンドラ                       | シャムロック・ローヴァーズ             |
| 1947-48                                            | ドラムコンドラ (1)                       | ダンドーク                           | シェルボーン                           |
| 1948-49                                            | ドラムコンドラ (2)                       | シェルボーン                         | ダンドーク                             |
| 1949-50                                            | コーク・アスレティック (1)               | ドラムコンドラ                       | シェルボーン                           |
| 1950-51                                            | コーク・アスレティック (2)               | スライゴ・ローヴァーズ               | ドラムコンドラ                         |
| 1951-52                                            | セント・パトリックス・アスレティック (1) | シェルボーン                         | シャムロック・ローヴァーズ             |
| 1952-53                                            | シェルボーン (6)                         | ドラムコンドラ                       | シャムロック・ローヴァーズ             |
| 1953-54                                            | シャムロック・ローヴァーズ (7)           | エヴァーグリーン・ユナイテッド       | ドラムコンドラ                         |
| 1954-55                                            | セント・パトリックス・アスレティック (2) | ウォーターフォード                   | シャムロック・ローヴァーズ             |
| 1955-56                                            | セント・パトリックス・アスレティック (3) | シャムロック・ローヴァーズ           | ウォーターフォード                     |
| 1956-57                                            | シャムロック・ローヴァーズ (8)           | ドラムコンドラ                       | スライゴ・ローヴァーズ                 |
| 1957-58                                            | ドラムコンドラ (3)                       | シャムロック・ローヴァーズ           | エヴァーグリーン・ユナイテッド         |
| 1958-59                                            | シャムロック・ローヴァーズ (9)           | エヴァーグリーン・ユナイテッド       | ウォーターフォード                     |
| 1959-60                                            | リムリック (1)                           | コーク・セルティック                 | シャムロック・ローヴァーズ             |
| 1960-61                                            | ドラムコンドラ (4)                       | セント・パトリックス・アスレティック | ウォーターフォード                     |
| 1961-62                                            | シェルボーン (7)                         | コーク・セルティック                 | シャムロック・ローヴァーズ             |
| 1962-63                                            | ダンドーク (2)                           | ウォーターフォード                   | ドラムコンドラ                         |
| 1963-64                                            | シャムロック・ローヴァーズ (10)          | ダンドーク                           | リムリック                             |
| 1964-65                                            | ドラムコンドラ (5)                       | シャムロック・ローヴァーズ           | ボヘミアンズ                           |
| 1965-66                                            | ウォーターフォード (1)                   | シャムロック・ローヴァーズ           | ボヘミアンズ                           |
| 1966-67                                            | ダンドーク (3)                           | ボヘミアンズ                         | スライゴ・ローヴァーズ                 |
| 1967-68                                            | ウォーターフォード (2)                   | ダンドーク                           | コーク・セルティック                   |
| 1968-69                                            | ウォーターフォード (3)                   | シャムロック・ローヴァーズ           | コーク・ハイバーニアンズ               |
| 1969-70                                            | ウォーターフォード (4)                   | シャムロック・ローヴァーズ           | コーク・ハイバーニアンズ               |
| 1970-71                                            | コーク・ハイバーニアンズFC (1)           | シャムロック・ローヴァーズ           | ウォーターフォード                     |
| 1971-72                                            | ウォーターフォード (5)                   | コーク・ハイバーニアンズ             | ボヘミアンズ                           |
| 1972-73                                            | ウォーターフォード (6)                   | フィン・ハープス                     | ボヘミアンズ                           |
| 1973-74                                            | コーク・セルティック (1)                 | ボヘミアンズ                         | コーク・ハイバーニアンズ               |
| 1974-75                                            | ボヘミアンズ (6)                         | アスローン・タウン                   | フィン・ハープス                       |
| 1975-76                                            | ダンドーク (4)                           | フィン・ハープス                     | ウォーターフォード                     |
| 1976-77                                            | スライゴ・ローヴァーズ (2)               | ボヘミアンズ                         | ドロヘダ・ユナイテッドFC               |
| 1977-78                                            | ボヘミアンズ (7)                         | ボヘミアンズ                         | ドロヘダ・ユナイテッドFC               |
| 1978-79                                            | ダンドーク (5)                           | ボヘミアンズ                         | ドロヘダ・ユナイテッドFC               |
| 1979-80                                            | リムリック・ユナイテッド (2)             | ダンドーク                           | アスローン・タウン                     |
| 1980-81                                            | アスローン・タウン (1)                   | ダンドーク                           | リムリック・ユナイテッド               |
| 1981-82                                            | ダンドーク (6)                           | シャムロック・ローヴァーズ           | ボヘミアンズ                           |
| 1982-83                                            | アスローン・タウン (2)                   | ドロヘダ・ユナイテッド               | ダンドーク                             |
| 1983-84                                            | シャムロック・ローヴァーズ (11)          | ボヘミアンズ                         | アスローン・タウン                     |
| 1984-85                                            | シャムロック・ローヴァーズ (12)          | ボヘミアンズ                         | アスローン・タウン                     |
| リーグ・オブ・アイルランド・プレミアディヴィジョン |                                          |                                      |                                        |
| 1985-86                                            | シャムロック・ローヴァーズ (13)          | ゴールウェイ・ユナイテッド           | ダンドーク                             |
| 1986-87                                            | シャムロック・ローヴァーズ (14)          | ダンドーク                           | ボヘミアンズ                           |
| 1987-88                                            | ダンドーク (7)                           | セント・パトリックス・アスレティック | ボヘミアンズ                           |
| 1988-89                                            | デリー・シティ (1)                       | ボヘミアンズ                         | シェルボーン                           |
| 1989-90                                            | セント・パトリックス・アスレティック (4) | デリー・シティ                       | ダンドーク                             |
| 1990-91                                            | ダンドーク (8)                           | コーク・シティ                       | セント・パトリックス・アスレティック   |
| 1991-92                                            | シェルボーン (8)                         | デリー・シティ                       | コーク・シティ                         |
| 1992-93                                            | コーク・シティ (1)                       | ボヘミアンズ                         | シェルボーン                           |
| 1993-94                                            | シャムロック・ローヴァーズ (15)          | コーク・シティ                       | ゴールウェイ・ユナイテッド             |
| 1994-95                                            | ダンドーク (9)                           | デリー・シティ                       | シェルボーン                           |
| 1995-96                                            | セント・パトリックス・アスレティック (5) | ボヘミアンズ                         | スライゴ・ローヴァーズ                 |
| 1996-97                                            | デリー・シティ (2)                       | ボヘミアンズ                         | シェルボーン                           |
| 1997-98                                            | セント・パトリックス・アスレティック (6) | シェルボーンFC                       | コーク・シティ                         |
| 1998-99                                            | セント・パトリックス・アスレティック (7) | コーク・シティ                       | シェルボーン                           |
| 1999-00                                            | シェルボーン (9)                         | コーク・シティ                       | ボヘミアンズ                           |
| 2000-01                                            | ボヘミアンズ (8)                         | シェルボーン                         | コーク・シティ                         |
| 2001-02                                            | シェルボーン (10)                        | セント・パトリックス・アスレティック | シャムロック・ローヴァーズ             |
| 2002-03                                            | ボヘミアンズ (9)                         | シェルボーン                         | シャムロック・ローヴァーズ             |
| 2003                                               | シェルボーン (11)                        | ボヘミアンズ                         | コーク・シティ                         |
| 2004                                               | シェルボーン (12)                        | コーク・シティ                       | ボヘミアンズ                           |
| 2005                                               | コーク・シティ (2)                       | デリー・シティ                       | シェルボーン                           |
| 2006                                               | シェルボーン (13)                        | デリー・シティ                       | ドロヘダ・ユナイテッド                 |
| 2007                                               | ドロヘダ・ユナイテッド (1)               | セント・パトリックス・アスレティック | ボヘミアンズ                           |
| 2008                                               | ボヘミアンズ (10)                        | セント・パトリックス・アスレティック | デリー・シティ                         |
| 2009                                               | ボヘミアンズ (11)                        | シャムロック・ローヴァーズ           | コーク・シティ                         |
| 2010                                               | シャムロック・ローヴァーズ (16)          | ボヘミアンズ                         | スライゴ・ローヴァーズ                 |
| 2011                                               | シャムロック・ローヴァーズ (17)          | スライゴ・ローヴァーズ               | デリー・シティ                         |
| 2012                                               | スライゴ・ローヴァーズ (3)               | ドロヘダ・ユナイテッド               | セント・パトリックス・アスレティックFC |
| 2013                                               | セント・パトリックス・アスレティック (8) | ダンドーク                           | スライゴ・ローヴァーズ                 |
| 2014                                               | ダンドーク (10)                          | コーク・シティ                       | スライゴ・ローヴァーズ                 |
| 2015                                               | ダンドーク (11)                          | コーク・シティ                       | シャムロック・ローヴァーズ             |
| 2016                                               | ダンドーク (12)                          | コーク・シティ                       | デリー・シティ                         |
| 2017                                               | コーク・シティ (3)                       | ダンドーク                           | シャムロック・ローヴァーズ             |
| 2018                                               | ダンドーク (13)                          | コーク・シティ                       | シャムロック・ローヴァーズ             |
| 2019                                               | ダンドーク (14)                          | シャムロック・ローヴァーズ           | ボヘミアンズ                           |
| 2020                                               | シャムロック・ローヴァーズ (18)          | ボヘミアンズ                         | ダンドーク                             |
| 2021                                               | シャムロック・ローヴァーズ (19)          | セント・パトリックス・アスレティック | スライゴ・ローヴァーズ                 |
| 2022                                               | シャムロック・ローヴァーズ (20)          | デリー・シティ                       | ダンドーク                             |
| 2023                                               | シャムロック・ローヴァーズ (21)          | デリー・シティ                       | セント・パトリックス・アスレティックFC |

## クラブ別優勝回数
| クラブ                                                | 優勝 | 準優勝 | 優勝年度 |
| ----------------------------------------------------- | ---- | ------ | --- |
| シャムロック・ローヴァーズ                            | 21   | 15     | 1922-23, 1924-25, 1926-27, 1931-32, 1937-38, 1938-39, 1953-54, 1956-57, 1958-59, 1963-64, 1983-84, 1984-85, 1985-86, 1986-87, 1993-94, 2010, 2011, 2020, 2021, 2022, 2023 |
| ダンドーク                                            | 14   | 11     | 1932-33, 1962-63, 1966-67, 1975-76, 1978-79, 1981-82, 1987-88, 1990-91, 1994-95, 2014, 2015, 2016, 2018, 2019                                                             |
| シェルボーン                                          | 13   | 10     | 1925-26, 1928-29, 1930-31, 1943-44, 1946-47, 1952-53, 1961-62, 1991-92, 1999-00, 2001-02, 2003, 2004, 2006                                                                |
| ボヘミアンズ                                          | 11   | 14     | 1923-24, 1927-28, 1929-30, 1933-34, 1935-36, 1974-75, 1977-78, 2000-01, 2002-03, 2008, 2009                                                                               |
| セント・パトリックス・アスレティック                  | 8    | 5      | 1951-52, 1954-55, 1955-56, 1989-90, 1995-96, 1997-98, 1998-99, 2013 |
| ウォーターフォード/ウォーターフォード・ユナイテッド   | 6    | 4      | 1965-66, 1967-68, 1968-69, 1969-70, 1971-72, 1972-73 |
| ドラムコンドラ                                        | 5    | 5      | 1947-48, 1948-49, 1957-58, 1960-61, 1964-65 |
| コーク・ユナイテッド                                  | 5    | 0      | 1940-41, 1941-42, 1942-43, 1944-45, 1945-46 |
| コーク・シティ                                        | 3    | 9      | 1992-93, 2005, 2017 |
| スライゴ・ローヴァーズ                                | 3    | 3      | 1936-37, 1976-77, 2012 |
| デリー・シティ                                        | 2    | 7      | 1988-89, 1996-97 |
| リムリック                                            | 2    | 2      | 1959-60, 1979-80 |
| アスローン・タウン                                    | 2    | 1      | 1980-81, 1982-83 |
| セント・ジェイムズ・ゲート                            | 2    | 1      | 1921-22, 1939-40 |
| コーク・アスレティック                                | 2    | 0      | 1949-50, 1950-51 |
| エヴァーグリーン・ユナイテッド/コーク・アスレティック | 1    | 4      | 1973-74 |
| ドロヘダ・ユナイテッド                                | 1    | 2      | 2007 |
| コーク・ハイバーニアンズ                              | 1    | 1      | 1970-71 |
| ドルフィン                                            | 1    | 1      | 1934-35 |
| フィン・ハープス                                      | 0    | 3      | ─ |
| フォードソン/コークFC                                 | 0    | 2      | ─ |
| ゴールウェイ・ユナイテッド                            | 0    | 1      | ─ |

### 都市別優勝回数
| 都市               | 回数 | クラブ |
| ------------------ | ---- | --- |
| ダブリン           | 60   | シャムロック・ローヴァーズ (21), シェルボーン (13), ボヘミアンズ (11), セント・パトリックス・アスレティック (7), ドラムコンドラ (5), セント・ジェイムズ・ゲート (2), ドルフィン (1) |
| ダンドーク         | 14   | ダンドーク (14) |
| コーク             | 12   | コーク・ユナイテッド (5), コーク・シティ (3), コーク・アスレティック (2), エヴァーグリーン・ユナイテッド/コーク・セルティック (1), コーク・ハイバーニアンズ (1)                     |
| ウォーターフォード | 6    | ウォーターフォード/ウォーターフォード・ユナイテッド (6) |
| スライゴ           | 3    | スライゴ・ローヴァーズ (3) |
| デリー             | 2    | デリー・シティ (2) |
| リムリック         | 2    | リムリック (2) |
| アスローン         | 2    | アスローン・タウン (2) |
| ドロヘダ           | 1    | ドロヘダ・ユナイテッド (1) |

## 歴代得点王
| リーグ・オブ・アイルランド                         | リーグ・オブ・アイルランド                | リーグ・オブ・アイルランド           | リーグ・オブ・アイルランド |
| シーズン                                           | 選手                                      | 所属                                 | 得点                       |
| -------------------------------------------------- | ----------------------------------------- | ------------------------------------ | -------------------------- |
| 1921-22                                            | ジャック・ケリー                          | セント・ジェイムズ・ゲート           | 11                         |
| 1922-23                                            | ボブ・フラム                              | シャムロック・ローヴァーズ           | 27                         |
| 1923-24                                            | デイブ・ロバーツ                          | ボヘミアンズ                         | 20                         |
| 1924-25                                            | ビリー・ファレル                          | シャムロック・ローヴァーズ           | 25                         |
| 1925-26                                            | ビリー・ファレル                          | シャムロック・ローヴァーズ           | 24                         |
| 1926-27                                            | デイヴィッド・バーン                      | シャムロック・ローヴァーズ           | 17                         |
| 1926-27                                            | ジョン・マクミラン                        | シェルボーン                         | 17                         |
| 1927-28                                            | チャールズ・ハイネマン                    | フォードソンズ                       | 24                         |
| 1928-29                                            | エディー・キャロル                        | ダンドーク                           | 17                         |
| 1929-30                                            | ジョニー・レドウィッジ                    | シェルボーン                         | 16                         |
| 1930-31                                            | アレックス・ヘアー                        | シェルボーン                         | 29                         |
| 1931-32                                            | ピアソン・ファーガソン                    | コークFC                             | 21                         |
| 1931-32                                            | ジャック・フォースター                    | ウォーターフォード                   | 21                         |
| 1932-33                                            | ジョージ・エブズ                          | セント・ジェイムズ・ゲート           | 20                         |
| 1933-34                                            | アルフ・リグビー                          | セント・ジェイムズ・ゲート           | 13                         |
| 1934-35                                            | アルフ・リグビー                          | セント・ジェイムズ・ゲート           | 17                         |
| 1935-36                                            | ジミー・ターンブル                        | コークFC                             | 37                         |
| 1936-37                                            | ボブ・スレイター                          | シェルボーン                         | 20                         |
| 1937-38                                            | ウィリー・バーン                          | セント・ジェイムズ・ゲート           | 25                         |
| 1938-39                                            | パディー・ブラッドショー                  | セント・ジェイムズ・ゲート           | 22                         |
| 1939-40                                            | パディー・ブラッドショー                  | セント・ジェイムズ・ゲート           | 29                         |
| 1940-41                                            | ミック・オフラナガン                      | ボヘミアンズ                         | 19                         |
| 1941-42                                            | トミー・バーン                            | リムリック                           | 20                         |
| 1942-43                                            | ショーン・マッカーシー                    | コーク・ユナイテッド                 | 16                         |
| 1943-44                                            | ショーン・マッカーシー                    | コーク・ユナイテッド                 | 16                         |
| 1944-45                                            | ショーン・マッカーシー                    | コーク・ユナイテッド                 | 26                         |
| 1945-46                                            | パディー・オリアリー                      | コーク・ユナイテッド                 | 15                         |
| 1946-47                                            | パディー・コード                          | シャムロック・ローヴァーズ           | 11                         |
| 1946-47                                            | アルフ・ハンソン                          | シェルボーン                         | 11                         |
| 1947-48                                            | ショーン・マッカーシー                    | コーク・ユナイテッド                 | 13                         |
| 1948-49                                            | バーナード・レスター                      | トランスポートFC                     | 12                         |
| 1948-49                                            | ユージーン・ヌーナン                      | ウォーターフォード                   | 12                         |
| 1948-49                                            | パディー・オリアリー                      | コーク・アスレティック               | 12                         |
| 1949-50                                            | デイヴィッド・マッカロク                  | ウォーターフォード                   | 19                         |
| 1950-51                                            | デシー・グリン                            | ドラムコンドラ                       | 20                         |
| 1951-52                                            | シェイ・ギボンズ                          | セント・パトリックス・アスレティック | 26                         |
| 1952-53                                            | シェイ・ギボンズ                          | セント・パトリックス・アスレティック | 22                         |
| 1953-54                                            | ダニー・ジョーダン                        | ボヘミアンズ                         | 14                         |
| 1954-55                                            | ジミー・ゴールド                          | ウォーターフォード                   | 30                         |
| 1955-56                                            | シェイ・ギボンズ                          | セント・パトリックス・アスレティック | 21                         |
| 1956-57                                            | トミー・ハミルトン                        | シャムロック・ローヴァーズ           | 15                         |
| 1956-57                                            | ドナル・リーヒー                          | エヴァーグリーン・ユナイテッド       | 15                         |
| 1957-58                                            | ドナル・リーヒー                          | エヴァーグリーン・ユナイテッド       | 16                         |
| 1958-59                                            | ドナル・リーヒー                          | エヴァーグリーン・ユナイテッド       | 22                         |
| 1959-60                                            | オースティン・ヌーナン                    | コーク・セルティック                 | 27                         |
| 1960-61                                            | ダン・マッカフリー                        | ドラムコンドラ                       | 29                         |
| 1961-62                                            | エディー・ベイラム                        | シャムロック・ローヴァーズ           | 21                         |
| 1962-63                                            | ミック・リンチ                            | ウォーターフォード                   | 12                         |
| 1963-64                                            | エディー・ベイラム                        | シャムロック・ローヴァーズ           | 18                         |
| 1963-64                                            | ジミー・ヘイスティー                      | ダンドーク                           | 18                         |
| 1963-64                                            | ジョニー・キングストン                    | コーク・ハイバーニアンズ             | 18                         |
| 1964-65                                            | ジャッキー・ムーニー                      | シャムロック・ローヴァーズ           | 16                         |
| 1965-66                                            | ミック・リンチ                            | ウォーターフォード                   | 17                         |
| 1966-67                                            | ジョニー・ブルックス                      | スライゴ・ローヴァーズ               | 15                         |
| 1966-67                                            | ダニー・ヘイル                            | ウォーターフォード/ダンドーク        | 15                         |
| 1967-68                                            | カール・ダヴェンポート                    | コーク・セルティック                 | 15                         |
| 1967-68                                            | ベン・ハニガン                            | ダンドーク                           | 15                         |
| 1968-69                                            | ミック・リーチ                            | シャムロック・ローヴァーズ           | 19                         |
| 1969-70                                            | ブレンダン・ブラッドリー                  | フィン・ハープス                     | 18                         |
| 1970-71                                            | ブレンダン・ブラッドリー                  | フィン・ハープス                     | 20                         |
| 1971-72                                            | アルフィー・ヘイル                        | ウォーターフォード                   | 22                         |
| 1971-72                                            | トニー・マーズデン                        | コーク・ハイバーニアンズ             | 22                         |
| 1972-73                                            | アルフィー・ヘイル                        | ウォーターフォード                   | 20                         |
| 1972-73                                            | テリー・ハーキン                          | フィン・ハープス                     | 20                         |
| 1973-74                                            | テリー・フラナガン                        | ボヘミアンズ                         | 18                         |
| 1973-74                                            | テーラフ・オコナー                        | ボヘミアンズ                         | 18                         |
| 1974-75                                            | ブレンダン・ブラッドリー                  | フィン・ハープス                     | 21                         |
| 1975-76                                            | ブレンダン・ブラッドリー                  | フィン・ハープス                     | 29                         |
| 1976-77                                            | シド・ウォレス                            | ウォーターフォード                   | 16                         |
| 1977-78                                            | テーラフ・オコナー                        | ボヘミアンズ                         | 24                         |
| 1978-79                                            | ジョン・ダラメア                          | スライゴ・ローヴァーズ/シェルボーン  | 17                         |
| 1979-80                                            | アラン・キャンベル                        | シャムロック・ローヴァーズ           | 22                         |
| 1980-81                                            | ユージーン・デイヴィス                    | アスローン・タウン                   | 23                         |
| 1981-82                                            | マイケル・オコナー                        | アスローン・タウン                   | 22                         |
| 1982-83                                            | ノエル・ラーキン                          | アスローン・タウン                   | 18                         |
| 1983-84                                            | アラン・キャンベル                        | シャムロック・ローヴァーズ           | 24                         |
| 1984-85                                            | トミー・ゲイナー                          | リムリック                           | 17                         |
| 1984-85                                            | マイケル・オコナー                        | アスローン・タウン                   | 17                         |
| リーグ・オブ・アイルランド・プレミアディヴィジョン |                                           |                                      |                            |
| 1985-86                                            | トミー・ゲイナー                          | リムリック                           | 15                         |
| 1986-87                                            | ミック・バーン                            | シャムロック・ローヴァーズ           | 12                         |
| 1987-88                                            | ジョナサン・スピーク                      | デリー・シティ                       | 24                         |
| 1988-89                                            | ビリー・ハミルトン                        | リムリック                           | 21                         |
| 1989-90                                            | マーク・エニス                            | セント・パトリックス・アスレティック | 19                         |
| 1990-91                                            | ピーター・ハンラハン                      | ダンドーク                           | 18                         |
| 1991-92                                            | ジョン・コールフィールド                  | コーク・シティ                       | 16                         |
| 1992-93                                            | パット・モーリー                          | コーク・シティ                       | 20                         |
| 1993-94                                            | スティーヴン・ゲイガン                    | シャムロック・ローヴァーズ           | 23                         |
| 1994-95                                            | ジョン・コールフィールド                  | コーク・シティ                       | 16                         |
| 1995-96                                            | スティーヴン・ゲイガン                    | シェルボーン                         | 19                         |
| 1996-97                                            | トニー・カズンズ                          | シャムロック・ローヴァーズ           | 16                         |
| 1996-97                                            | スティーヴン・ゲイガン                    | シェルボーン                         | 16                         |
| 1997-98                                            | スティーヴン・ゲイガン                    | シェルボーン                         | 17                         |
| 1998-99                                            | トレヴァー・モロイ                        | セント・パトリックス・アスレティック | 15                         |
| 1999–00                                            | パット・モーリー                          | コーク・シティ                       | 20                         |
| 2000-01                                            | グレン・クロウ                            | ボヘミアンズ                         | 25                         |
| 2001-02                                            | グレン・クロウ                            | ボヘミアンズ                         | 21                         |
| 2002-03                                            | グレン・クロウ                            | ボヘミアンズ                         | 18                         |
| 2003                                               | ジェイソン・バーン                        | シェルボーン                         | 21                         |
| 2004                                               | ジェイソン・バーン                        | シェルボーン                         | 25                         |
| 2005                                               | ジェイソン・バーン                        | シェルボーン                         | 22                         |
| 2006                                               | ジェイソン・バーン                        | シェルボーン                         | 15                         |
| 2007                                               | デイヴ・ムーニー                          | ロングフォード・タウン               | 19                         |
| 2008                                               | デイヴ・ムーニー                          | ロングフォード・タウン               | 15                         |
| 2008                                               | マーク・ファレン                          | デリー・シティ                       | 15                         |
| 2008                                               | マーク・キグリー                          | セント・パトリックス・アスレティック | 15                         |
| 2009                                               | ゲイリー・トゥイッグ                      | シャムロック・ローヴァーズ           | 24                         |
| 2010                                               | ゲイリー・トゥイッグ                      | シャムロック・ローヴァーズ           | 20                         |
| 2011                                               | エイマン・ザイード                        | デリー・シティ                       | 22                         |
| 2012                                               | ゲイリー・トゥイッグ                      | シャムロック・ローヴァーズ           | 22                         |
| 2013                                               | ロリー・パターソン                        | デリー・シティ                       | 18                         |
| 2014                                               | クリス・フェイガン                        | セント・パトリックス・アスレティック | 20                         |
| 2014                                               | パトリック・ホバン                        | ダンドーク                           | 20                         |
| 2015                                               | リッチー・ターウェル                      | ダンドーク                           | 25                         |
| 2016                                               | ショーン・マグワイア                      | コーク・シティ                       | 18                         |
| 2017                                               | ショーン・マグワイア                      | コーク・シティ                       | 20                         |
| 2018                                               | パトリック・ホバン                        | ダンドーク                           | 29                         |
| 2019                                               | ジュニア・オゲジ＝ウゾクウェ              | デリー・シティ                       | 14                         |
| 2020                                               | パトリック・ホバン                        | ダンドーク                           | 10                         |
| 2021                                               | ジョージー・ケリー                        | ボヘミアン                           | 21                         |
| 2022                                               | エイダン・キーナ                          | スライゴ・ローヴァーズ               | 18                         |
| 2023                                               | ジョナサン・アフォラビ ジャック・モイラン | ボヘミアン シェルボーン              | 15                         |

## 歴代降格クラブ
| シーズン | クラブ名                                                                       |
| -------- | ------------------------------------------------------------------------------ |
| 1985-86  | シェルボーン UCD                                                               |
| 1986-87  | ホーム・ファーム アスローン・タウン                                            |
| 1987-88  | ブレイ・ワンダラーズ スライゴ・ローヴァーズ                                    |
| 1988-89  | コーブ・ランブラーズ ウォーターフォード・ユナイテッド                          |
| 1989-90  | ドロヘダ・ユナイテッド UCD                                                     |
| 1990-91  | ウォーターフォード・ユナイテッド リムリック                                    |
| 1991-92  | アスローン・タウン ゴールウェイ・ユナイテッド                                  |
| 1992-93  | ウォーターフォード・ユナイテッド スライゴ・ローヴァーズ ブレイ・ワンダラーズ   |
| 1993-94  | リムリック ドロヘダ・ユナイテッド                                              |
| 1994-95  | コーヴ・ランブラーズ モナハン・ユナイテッド                                    |
| 1995-96  | アスローン・タウン ドロヘダ・ユナイテッド ゴールウェイ・ユナイテッド           |
| 1996-97  | ブレイ・ワンダラーズ ホーム・ファーム                                          |
| 1997-98  | キルケニー・シティ ドロヘダ・ユナイテッド                                      |
| 1998-99  | ブレイ・ワンダラーズ ダンドーク                                                |
| 1999-00  | ウォーターフォード・ユナイテッド スライゴ・ローヴァーズ ドロヘダ・ユナイテッド |
| 2000-01  | フィン・ハープス キルケニー・シティ                                            |
| 2001-02  | ダンドーク ゴールウェイ・ユナイテッド モナハン・ユナイテッド                   |
| 2002-03  | ブレイ・ワンダラーズ                                                           |
| 2003     | UCD                                                                            |
| 2004     | ダブリン・シティ                                                               |
| 2005     | シャムロック・ローヴァーズ フィン・ハープス                                    |
| 2006     | シェルボーン                                                                   |
| 2007     | ウォーターフォード・ユナイテッド ロングフォード・タウン                        |
| 2008     | フィン・ハープス コーブ・ランブラーズ UCD                                      |
| 2009     | コーク・シティ デリー・シティ                                                  |
| 2010     | スポルティング・フィンガル                                                     |
| 2011     | ゴールウェイ・ユナイテッド                                                     |
| 2012     | モナハン・ユナイテッド                                                         |
| 2013     | シェルボーン                                                                   |
| 2014     | アスローン・タウン                                                             |
| 2015     | リムリック ドロヘダ・ユナイテッド                                              |
| 2016     | ロングフォード・タウン ウェックスフォード・ユーツ                              |
| 2017     | ゴールウェイ・ユナイテッド フィン・ハープス ドロヘダ・ユナイテッド             |
| 2018     | ブレイ・ワンダラーズ リムリック                                                |
| 2019     | UCD                                                                            |
| 2020     | コーク・シティ シェルボーン                                                    |
| 2021     | ロングフォード・タウン                                                         |
| 2022     | フィン・ハープス                                                               |
| 2023     | UCD                                                                            |